# ハイヤー・アンド・ハイヤー
「ハイヤー・アンド・ハイヤー」（(Your Love Keeps Lifting Me) Higher and Higher）は、ジャッキー・ウィルソンが1967年に発表した楽曲。ビルボードのR&Bチャートで1位を記録した。リタ・クーリッジのカバー・バージョンでも知られる。

## 概要
チェス・レコードの専属ソングライター兼プロデューサーのカール・スミスとレイナード・マイナーは1967年にザ・デルズのために本作を書いた。録音は行われたが、すぐにはレコードはリリースされなかった。ゲイリー・ジャクソンが曲にいくつか変更
を加え、ブランズウィック・レコードのプロデューサーのカール・デイヴィスに渡した。ジャッキー・ウィルソンが吹き込むことが決まり、モータウンのハウスバンドである "ファンク・ブラザーズ" のメンバーが演奏を務めることになった。デイヴィスは次のように語る。「連中は週末になるとデトロイトからやって来たものだよ。バンに楽器を積み込んで。シカゴに来ると私は彼らに2倍のギャラを払った。もちろん現金でだ」
1967年7月6日、ジェームス・ジェマーソン（ベース）、ロジャー・ホワイト（ギター）、リチャード・アレン（ドラムス）、ジョニー・グリフィス（キーボード）、マイク・テリー（バリトン・サックス）ら腕利きのミュージシャンがコロムビア・スタジオに集められた。モータウンのセッション・シンガー・グループのジ・アンダンテズからはジャッキー・ヒックスとマーレン・バロウが参加した。その二人とパット・ルイスがバッキング・ボーカルを担当した。 
デイヴィスによれば、ウィルソンは初めソウル・バラードのように歌った。「私はそれじゃぜんぜん駄目だと言った。パーカッションといっしょにジャンプするんだと。もしそのように歌いたくないというのなら、私が自分で声を吹き込んで100万枚でもレコード売ってやる、と言ってやった」。ウィルソンはデイヴィスのアドバイスを受け入れ、1回のテイクでボーカルを終了させた。
同月にシングルとして発売され、ビルボード・Hot 100で6位を、R&Bチャートでは1位を記録した。1967年のビルボード年間チャートでは53位を記録した。

## カバー・バージョン
- ザ・デルズ - 1968年のアルバム『There Is』に収録[6]。
- オーティス・レディング - 没後に発表されたアルバム『Love Man』（1969年）に収録。
- ジーン・ピットニー - 1972年のアルバム『New Sounds of Gene Pitney』に収録。
- ベット・ミドラー - 1973年のアルバム『Bette Midler』に収録。
- ジェフ・マルダー - 1975年のアルバム『Is Having A Wonderful Time』に収録。
- リタ・クーリッジ - 1977年のシングル。ビルボード・Hot 100で2位、カナダで1位を記録した。
- リシャール・アントニー - 1977年のアルバム『Non Stop...』に収録。フランス語詞。タイトルは「Pourquoi chercher ailleurs」。